# Liste des maires de Puteaux
Liste des maires de Puteaux, commune française, du département des Hauts-de-Seine de la région Île-de-France.
| - Guillaume Nezot (en 1790) - Pierre Nezot (en 1791) - Philippe Gault (1791-1795) - Guillaume Nezot (1795-1800) - Jean Saulnier (1800-1816) - Denis Legrand (1816-1826) - Bernard Gerhard (1826-1831) - Pierre Langlasse (a refusé le poste) - Victor Beau (en 1832) - Guillaume Julien (1833-1840) - Claude Pitois (1840-1847) - Gabriel Panay (en 1848) - Alfred Michel (1848-1851) - Jean-Baptiste Léonard (1851-1857) - Léon Godefroy (1857-1858) (décédé en fonction) - Joseph Boucherot (1858-1870) - Simon-Hyacinte Blanche (en 1870) | - Jean-Théoxène Roque de Fillol (en 1871) - Arthur Guillaumet (1871-1872) - Charles Lorilleux (en 1872) - Auguste Blanche (1872-1880) - Ernest Francillon (1881-1884) - Charles Chenu (1884-1894) - Charles Decroix (1894-1912) - Lucien Voilin (SFIO) (1912-1925) - Marius Jacotot (SFIO) (1925-1930) (décédé en fonction) - Georges Barthélémy (SFIO) (1930-1944) (assassiné en fonction) - Firmin Aury (en août 1944) - Henri Buisine (août 1944-1945) - Jean Nennig (PCF) (1945-1947) - Roger Deniau (SFIO) (1947-1948) - Georges Dardel (SFIO) (1948-1969) - Charles Ceccaldi-Raynaud (PSD → RPR) (1969-2004) - Joëlle Ceccaldi-Raynaud (UMP → LR) (depuis 2004 Réélue pour le mandat 2020-2026) |

Plusieurs d'entre-eux sont inhumés au cimetière ancien de Puteaux.

## Pour approfondir